# 龐巴迪亞文垂系列
庞巴迪亞文垂（英語：Aventra）是由庞巴迪运输公司设计的一系列英国电聯車，是庞巴迪電力之星（Electrostar）的后继产品。

## 簡介
本平台设计針對輕量、效率、可靠性進行改進。  車體由焊接組件以螺栓固定成輕量結構，並有宽阔的走道和门以缩短乘客登上下車時間，且符合歐洲軌道交通控制系統（ERTMS） 。  该设计采用了FlexxEco转向架，该转向架已在龐巴迪旅行者（Voyager）和较新的龐巴迪渦輪之星（Turbostars）上使用 。  車內走道的设计力求利用内部空间以及乘客移動方便。  

## 订单
截至2017年12月，六家公司订购了2,618辆车： 

### 倫敦橫貫鐵路
庞巴迪亞文垂列車的第一笔订单是伦敦橫貫鐵路的65組345型電聯車（每組9節車廂），另还有17組的选择權，將交由MTR Crossrail运营。  2017年7月，宣布将订单增加到7組；追加購買合約于2018年3月签订。 

### 伦敦地上鐵
伦敦地上鐵订购了54組（四車廂編組，710型電聯車 ），还有15組的选择權。這些車与倫敦橫貫鐵路所使用的相似。 它们将取代315型，317型和172型在伦敦地上鐵利河谷和福音橡树线行駛，並替換目前於沃特福德直流電鐵线行駛的378型電聯車，将由伦敦地上鐵營運權所有者倫敦愛瑞發鐵路操作。 

### 大盎格利亚鐵路
2016年8月， 大盎格利亞鐵路获得了新的东盎格利亞路權 。作为整體車隊更新的一部分，向庞巴迪公司订购10節車廂編組列車22組，以及5節車廂編組列車89組，共計665辆车。 

### 西南铁路
2017年6月20日，庞巴迪获得了为西南铁路公司制造750辆车的合約，名為701型，包括30組5車編組列車與60組10車編組列車，以替換455型， 456型，458型和707型列車。 

### 西密德兰鐵路
2017年10月17日，庞巴迪被选中为西密德兰鐵路提供总计333辆730型電聯車，包括36組3車編組高容量“市區”車，29組5車編組用于郊区服务，以及16組五車編組用于伦敦-伯明翰路線。 

### c2c鐵路
2017年12月， c2c鐵路订购了6組10车編組列車，将于2021年夏季投入使用，  将取代从2017年起租用的6辆4车編組387系電聯車。 

## 各種車型
| 型式  | 操作员         | 啟用   | 總組数 | 電力   | 編組車廂數               | 车架长度（米） | 门配置             | 終端門 | 图片 |
| ----- | -------------- | ------ | ------ | ------ | ------------------------ | -------------- | ------------------ | ------ | ---- |
| 345型 | 倫敦交通局鐵路 | 2017年 | 70     | 交流电 | 9 （2017-2019年車組為7） | 24             | 內嵌式 ，每车厢6门 | 無     |      |
| 701型 | 西南铁路       | 2020年 | 30     | 直流电 | 5                        | 20             | 內嵌式，每车厢4门  | 無     |      |
| 701型 | 西南铁路       | 2020年 | 60     | 直流电 | 10                       | 20             | 內嵌式，每车厢4门  | 無     |      |
| 710型 | 伦敦地上鐵     | 2019年 | 31     | 交流电 | 4                        | 20             | 內嵌式，每车厢4门  | 無     |      |
| 710型 | 伦敦地上鐵     | 2019年 | 17     | 双电压 | 4                        | 20             | 內嵌式，每车厢4门  | 無     |      |
| 710型 | 伦敦地上鐵     | 2019年 | 6      | 双电压 | 5                        | 20             | 內嵌式，每车厢4门  | 無     |      |
| 720型 | c2c            | 2021年 | 6      | 交流电 | 10                       | 24             | 內嵌式，每车厢4门  | 無     |      |
| 720型 | 大盎格利亚     | 2020年 | 89     | 交流电 | 5                        | 24             | 內嵌式，每车厢4门  | 無     |      |
| 720型 | 大盎格利亚     | 2020年 | 22     | 交流电 | 10                       | 24             | 內嵌式，每车厢4门  | 無     |      |
| 730型 | 西密德兰鐵路   | 2020年 | 36     | 交流电 | 3                        | 24             | 內嵌式，每车厢4门  | 有     |      |
| 730型 | 西密德兰鐵路   | 2021年 | 29     | 交流电 | 5                        | 24             | 內嵌式，每车厢4门  | 有     |      |
| 730型 | 西密德兰鐵路   | 2021年 | 16     | 交流电 | 5                        | 24             | 內嵌式，每车厢4门  | 有     |      |

庞巴迪还提出了双模式版本的亞文垂，作為庞巴迪Turbostar和Voyager的替代者，設計目標能够达到時速125英里（200公里）。